# Kristin Glosimot Kjelsberg
Kristin Glosimot Kjelsberg est une ancienne handballeuse internationale norvégienne. 
Avec l'équipe de Norvège, elle participe notamment au Championnat du monde 1982 en Hongrie.